# Stella Immanuel
Stella Gwandiku-Ambe Immanuel (Camerún, 1965) es una médica y pastora camerunesa-estadounidense. A mediados de 2020, en medio de la pandemia de COVID-19, un video se volvió viral en las plataformas de redes sociales en el que Immanuel dijo que la hidroxicloroquina puede curar la COVID-19 y que las medidas de salud pública como el distanciamiento social y el uso de mascarillas higiénicas son ineficaces e innecesarias. Las plataformas eliminaron los videos y publicaciones de Immanuel, que dijeron que promueven desinformación relacionada con la pandemia.
Immanuel es también la fundadora de una organización religiosa carismática llamada Fire Power Ministries; en su papel de fundadora, ha hecho afirmaciones marginales sobre otras afecciones médicas, especialmente en relación con la sexualidad humana. Ella ha dicho que la endometriosis, la infertilidad, los abortos espontáneos y las infecciones de transmisión sexual (ITS) son causadas por espíritus, y también ha respaldado una serie de teorías de conspiración que incluyen la participación de extraterrestres y los Illuminati en la manipulación de la sociedad y el gobierno.
Immanuel emigró a los Estados Unidos desde  Nigeria. Al 2021, ejerce en una clínica privada en un centro comercial en Texas.

## Primeros años y educación
Stella Gwandiku-Ambe Immanuel nació en 1965 en Camerún. Recordó su interés en convertirse en médico desde los cuatro años. Immanuel asistió al Cameroon Protestant College, una escuela secundaria en Bali, Camerún. En 1990, se graduó de la escuela de medicina en la Universidad de Calabar en Nigeria, y en 1992, se mudó a los Estados Unidos.
En 2021 un portal europeo denunció que Immanuel habría falsificado su título al no encontrarse registros de su paso por la universidad de Calabar.

## Carrera profesional
Immanuel comenzó su carrera en una clínica pediátrica en Luisiana. En diciembre de 1998, comenzó a ejercer en la Southern Pediatric Clinic en Alexandria, Luisiana. En febrero de 1999, se incorporó a la General Pediatric Care Clinic como pediatra. En 2006, fue propietaria de la Clínica Médica y Terapéutica Rapha en Luisiana. se encuentra registrada en  el estado de Texas y tiene una licencia médica activa de la Junta Médica de Texas. La Junta Médica de Texas autorizó a Immanuel en noviembre de 2019 para pediatría y medicina de emergencia con una dirección asociada con el Centro Médico Rehoboth de Houston, del cual ella también es propietaria.
Immanuel es pastora, fundadora de Fire Power Ministries y presentadora de un programa de radio y televisión titulado Fire Power. Se describe a sí misma como una «entrenadora de transferencia de riqueza» y ha escrito varios libros como parte de su serie Occupying Force. Ha sido una abierta defensora del presidente de los Estados Unidos, Donald Trump, y una crítica desde hace mucho tiempo de lo que considera inmoralidad sexual, incluidas las «parejas no casadas que viven juntas, la homosexualidad, la bestialidad, la poligamia» y lo que ella llama «terrorismo homosexual». Según el profesor de estudios teológicos de la Universidad Concordia, André Gagné, las creencias de Immanuel se originan en el pentecostalismo africano y el movimiento carismático.
En enero de 2020, una demanda por negligencia médica presentada contra Immanuel alegaba que una mujer de 37 años murió después de que Immanuel no pudo extraer un fragmento de aguja hipodérmica de su brazo. Según la demanda, la mujer le dijo a Immanuel que la aguja rota se había alojado en su brazo mientras se inyectaba metanfetamina. Immanuel recetó medicamentos, pero no tomó radiografías ni intentó recuperar la aguja. Fue retirado más tarde, por otro médico, después de que se desarrolló una infección comecarne. En abril de 2020, los agentes locales no pudieron notificar la demanda de Luisiana porque Immanuel se había mudado a Houston, donde estableció una nueva práctica en un centro comercial.

### Afirmaciones médicas y de otro tipo
Las afirmaciones médicas de Immanuel a veces se combinan con sus creencias espirituales: cree que muchas enfermedades ginecológicas son el resultado de tener sueños sexuales con súcubos e íncubos y recibir esperma de demonio; y que la endometriosis, la infertilidad, los abortos espontáneos y las infecciones de transmisión sexual son causadas por «cónyuges espirituales». En un sermón de 2015, Immanuel dijo que el ADN de extraterrestres se usa en tratamientos médicos y que los «espíritus reptiloides» y otros extraterrestres dirigen el gobierno de los Estados Unidos. El mismo año, también dijo que los Illuminati están usando brujas para destruir el mundo a través del aborto, el matrimonio homosexual, los juguetes para niños y que franquicias de medios, incluidos Harry Potter, Pokémon, Wizards of Waverly Place y Hannah Montana. En otro sermón de 2015, dijo que los científicos están desarrollando vacunas para evitar que las personas sean religiosas.

#### Información errónea sobre COVID-19
El 27 de julio de 2020, Immanuel apareció en un evento de prensa respaldado por Tea Party Patriots que fue organizado por un grupo conocido como «America's Frontline Doctors», frente a los escalones del edificio de la Corte Suprema de los Estados Unidos. Dijo que había curado de COVID-19 a 350 pacientes en su clínica usando una combinación de hidroxicloroquina, azitromicina y zinc. Esta afirmación no está respaldada por ninguna investigación científica sólida; ningún medicamento ha sido aprobado como cura específica para COVID-19. Immanuel también dijo que las medidas de salud pública como el uso de mascarillas higiénicas y el distanciamiento social son innecesarias. El representante republicano Ralph Norman de Carolina del Sur asistió al evento. El sitio web de extrema derecha Breitbart News publicó el video del evento de prensa.
La Administración de Alimentos y Medicamentos (FDA) había eliminado anteriormente la autorización de uso de emergencia para el medicamento antipalúdico hidroxicloroquina contra COVID-19; la FDA dijo que no se ha demostrado que el medicamento sea un tratamiento eficaz para la enfermedad.
El video fue visto millones de veces y fue retuiteado por el presidente Trump y su hijo Donald Trump Jr., antes de que fuera eliminado de Facebook, Twitter y YouTube porque rompía sus reglas sobre desinformación. En una conferencia de prensa el 28 de julio, se le preguntó al presidente Trump por qué confiaba en Immanuel dado el contexto de sus afirmaciones sobre el ADN extraterrestre y su supuesto uso en medicina; Trump defendió a Immanuel, diciendo:

I thought she was very impressive, in the sense that, from where she came—I don't know what country she comes from—but she said she's had tremendous success with hundreds of different patients. I thought her voice was an important voice, but I know nothing about her.
Pensé que era muy impresionante, en el sentido de que, de dónde vino, no sé de qué país viene, pero dijo que ha tenido un gran éxito con cientos de pacientes diferentes. Pensé que su voz era una voz importante, pero no sé nada sobre ella.

Después de ser presionado aún más, Trump terminó abruptamente la sesión informativa.
Después de que su contenido fue eliminado de Facebook, Immanuel expresó su frustración en Twitter, diciendo:

Hello Facebook put back my profile page and videos up or your computers with  [sic] start crashing till you do. You are not bigger that God. I promise you. If my page is not back up face book  [sic] will be down in Jesus name.
Hola Facebook, vuelve a poner mi página de perfil y los videos o tus computadoras comenzarán a fallar hasta que lo hagas. No eres más grande que Dios. Te lo prometo. Si mi página no está de vuelta, Facebook caerá en el nombre de Jesús.

Más tarde publicó un tuit acusando a las empresas de tecnología de censura; ese contenido también fue eliminado de la plataforma.